# Gnaphalium glandulosum
Gnaphalium glandulosum là một loài thực vật có hoa trong họ Cúc. Loài này được (Walp.) Klatt mô tả khoa học đầu tiên năm 1878.